# You're My Home
You're My Home es una serie de televisión filipina transmitida por ABS-CBN desde el 9 de noviembre de 2015 hasta el 23 de marzo de 2016. Está protagonizada por Richard Gomez, Dawn Zulueta, Jessy Mendiola, JC de Vera, Sam Concepcion y Paul Salas.

## Elenco

### Elenco principal
- Richard Gomez como Gabriel Fontanilla.
- Dawn Zulueta como Marian Fontanilla.
- Jessy Mendiola como Grace Fontanilla.
- JC de Vera como Christian Vergara.
- Sam Concepcion como Rahm Fontanilla.
- Paul Salas como Vince Fontanilla / Ken.
- Mika Dela Cruz como Jennifer.
- Tonton Gutierrez como Sen. Victor Vergara.
- Precious Lara Quigaman como Veronica "Roni" Tesnado.
- Assunta de Rossi como Jackie Cabanero.
- Jobelle Salvador como Teresa Vergara.

### Elenco secundario
- Claire Ruiz Hartell
- Rowell Santiago
- Rochelle Barrameda
- Evangeline Pascual
- Chinggoy Alonzo
- Jong Cuenco
- Elisse Joson
- Peewee O'Hara
- Minnie Aguilar
- Denisse Aguilar
- Marina Benipayo
- CX Navarro
- Kimverlie Molina
- Miggy Campbell
- Prince Stefan
- Byron Ortile

### Participaciones especiales
- Raikko Mateo como Vince Fontanilla (joven).
- Bugoy Cariño como Rahm Fontanilla (joven).
- Belle Mariano como Grace Fontanilla (joven).